# Браганса (округ)
Округ Браганса (порт. Distrito de Bragança, мирандск. Çtrito de Bergáncia или Çtrito de Bergança) — округ в северной Португалии.
Округ состоит из 12 муниципалитетов. Входит в Северный регион. Распределён между 2 статистическими субрегионами: Алту-Траз-уж-Монтиш, Дору. Ранее входил в состав провинции Траз-уж-Монтиш и Алту-Дору.
Административный центр — город Браганса.
Территория — 6599 км². Население — 136 252 человека (2011). Плотность населения — 20,65 чел./км².

## География
Регион граничит:
- на севере — Испания
- на востоке — Испания
- на юге — округа Визеу и Гуарда
- на западе — округ Вила-Реал

## Муниципалитеты
Округ включает в себя 12 муниципалитетов:
1. Вила-Флор
2. Браганса
3. Маседу-де-Кавалейруш
4. Торре-де-Монкорву
5. Миранда-ду-Дору
6. Фрейшу-де-Эшпада-а-Синта
7. Карразеда-де-Ансьянш
8. Могадору
9. Вимиозу
10. Алфандега-да-Фе
11. Мирандела
12. Виньяйш